# Kardam (Dobritsj)
Kardam (Bulgaars: Кардам) is een dorp in Bulgarije. Het dorp is gelegen in de gemeente General Tosjevo in de oblast  Dobritsj en telde op 31 december 2019 zo’n 862 inwoners. Er is tevens een gelijknamig dorp in de gemeente Popovo in de oblast Targovisjte.

## Ligging
Het dorp Kardam ligt ongeveer 33 km ten noorden van Dobritsj en 5 km van de Bulgaars-Roemeense grens. De afstand tot het naburige dorp aan de Roemeense kant, Negru Vodă, is ongeveer 12 km. 

## Bevolking
Op 31 december 2019 telde het dorp 862 inwoners, een daling vergeleken met het maximum 2.977 personen in 1965.
| Bevolkingsontwikkeling tussen 1934 en 2019          |
| --------------------------------------------------- |
|                                                     |
| Bron: Nationaal Statistisch Instituut van Bulgarije |

In het dorp wonen voornamelijk etnische Bulgaren. In de optionele volkstelling van 2011 identificeerden 935 van de 994 respondenten zichzelf als etnische Bulgaren, oftewel 94,1%. Het overige deel van de bevolking bestaat vooral uit etnische Roma en Turken. 
| Etnische samenstelling van de respondenten (2011) | Etnische samenstelling van de respondenten (2011) | Etnische samenstelling van de respondenten (2011) | Etnische samenstelling van de respondenten (2011) | Etnische samenstelling van de respondenten (2011) |
| ------------------------------------------------- | ------------------------------------------------- | ------------------------------------------------- | ------------------------------------------------- | ------------------------------------------------- |
|                                                   |                                                   |                                                   |                                                   |                                                   |
| Bulgaren                                          | Bulgaren                                          |                                                   | 94,1%                                             | 94,1%                                             |
| Turken                                            | Turken                                            |                                                   | 1,9%                                              | 1,9%                                              |
| Roma                                              | Roma                                              |                                                   | 2,8%                                              | 2,8%                                              |
| Anders/Onbekend                                   | Anders/Onbekend                                   |                                                   | 1,2%                                              | 1,2%                                              |